# Adelencyrtus antennatus
Adelencyrtus antennatus är en stekelart som beskrevs av Compere och Annecke 1961. Adelencyrtus antennatus ingår i släktet Adelencyrtus och familjen sköldlussteklar. Inga underarter finns listade i Catalogue of Life.